# Khalil Amira El-Maghrabi
Khalil Amira El-Maghrabi (1º de janeiro de 1914) é um ex-boxeador egípcio que competiu nos Jogos Olímpicos de Verão de 1936.
Em 1936 ele foi eliminado na primeira ronda da categoria pluma após perder sua luta para o medalhista Josef Miner.